# Luigi Dossena
Pour les articles homonymes, voir Dossena (homonymie).
Luigi Dossena (28 mai 1925 - 9 septembre 2007) est un prélat italien de l'Église catholique qui a fait carrière dans le service diplomatique du Saint-Siège.

## Biographie
Luigi Dossena est né à Campagnola Cremasca, en Italie, le 28 mai 1925. Il est ordonné prêtre du diocèse de Crema le 25 mars 1951.
Pour se préparer à une carrière diplomatique, il entre à l'Académie pontificale ecclésiastique en 1953. Parmi ses premières affectations dans le service diplomatique figure un séjour en République dominicaine (en).
Le 27 février 1973, le pape Paul VI le nomme archevêque titulaire de Carpi (de) et pro-nonce apostolique en Corée du Sud (en). Il reçoit sa consécration épiscopale le 25 mars 1973 des mains du cardinal Jean-Marie Villot avec comme co-consécrateurs Duraisamy Simon Lourdusamy et Carlo Manziana (it).
Le 24 octobre 1978, le pape Jean-Paul II le nomme pro-nonce apostolique au Cap-Vert, Niger (en), Sénégal et Haute-Volta (en), et également délégué apostolique au Mali (en), Guinée-Bissau (en), et Mauritanie (en). Ses responsabilités évoluent au fur et à mesure que le Vatican réorganise sa présence diplomatique en Afrique. Les postes de pro-nonce en Haute-Volta et au Niger sont confiées à Justo Mullor García le 2 mai et le 25 août 1979. Et le titre de Dossena au Mali est élevé au rang de pro-nonce apostolique le 3 juin 1980.
Le 30 décembre 1985, il est nommé nonce apostolique au Pérou (en) par le pape Jean-Paul II. Bien que considéré comme plus modéré que son prédécesseur Mario Tagliaferri, il adopte des positions similaires en ce qui concerne son rôle de nonce et le rôle de l'Église dans la vie civique. Certains membres de la hiérarchie de l'Église au Pérou se sont plaints de son influence excessive sur les nominations épiscopales. Il exhorte les évêques péruviens à soutenir publiquement Mario Vargas Llosa lors de l'élection présidentielle de 1990.
Le 2 mars 1994, il est nommé nonce apostolique en Slovaquie (en)
Son service en tant que nonce prend fin lorsqu'il est remplacé en Slovaquie par Henryk Józef Nowacki le 8 février 2001

## Succession apostolique
Luigi Dossena a ordonné les évêques suivants :
- Évêque Michael Pak Jeong-il (de) (1977)
- Évêque José Ramón Gurruchaga Ezama (de), S.D.B. (1987)
- Évêque José María Izuzquiza (es), S.I. (1987)
- Évêque Raimundo Revoredo Ruiz (it), C.M. (1989)
- Évêque Domenico Berni Leonardi (de), O.S.A. (1989)
- Évêque Sebastián Ramis Torrens (de), T.O.R. (it) (1991)
- Évêque Ángel Francisco Simón Piorno (de) (1991)
- Évêque Juan Godayol Colom (de), S.D.B. (1992)
- Évêque José Luis Astigarraga Lizarralde (es), C.P. (1992)
- Archevêque Luis Abilio Sebastiani Aguirre (es), S.M. (1993)